# Bệnh vẩy da
Bệnh vẩy da hay còn gọi là bệnh sần có vẩy là một thuật ngữ mô tả nhóm bệnh có chung triệu chứng vẩy trên da bao gồm: bệnh vẩy nến, á vẩy nến, vẩy phấn hồng, Liken phẳng, các bệnh sẩn có vảy khác và các bệnh sẩn có vẩy trong các bệnh đã phân loại ở nơi khác. Không chỉ có biểu hiện chung, các bệnh này cơ bản có chung cơ chế bệnh sinh: Rối loạn đáp ứng miễn dịch biểu hiện trên da ở nhiều mức độ, thời điểm,.. và có liên quan đến yếu tố gia đình hay còn gọi là bệnh tự miễn. Nhìn chung chúng ít nguy hiểm đến tính mạng, không lây nhưng ảnh hưởng lớn đến thẩm mỹ, khả năng giao tiếp… làm giảm chất lượng cuộc sống của bệnh nhân.

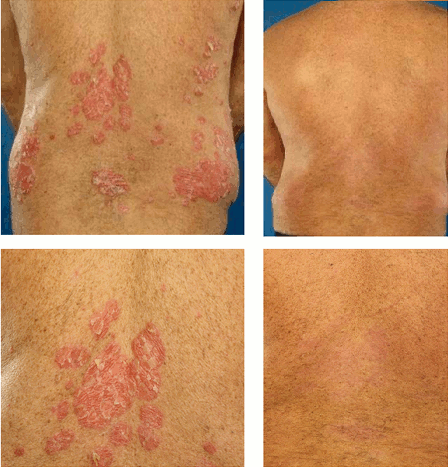
người bị bệnh vẩy nến

## Triệu Chứng
Tùy vào hình dạng, kích thước mà bệnh vẩy da được phân ra thành các bệnh cụ thể:
- Bệnh vẩy nến: Chiếm tỷ lệ lớn nhất, khoảng 3% dân số thế giới. Tổn thương là các mảng da tập hợp thành từng đám, có màu trắng hồng, ngứa, gãi ra chúng bong tróc tạo thành các mảng sáp trông như nến do đó có được gọi là vẩy nến. Ở chuyên khoa sâu, vẩy nến còn được chia thành các thể rất sâu: Vẩy nến thể móng, thể đảo ngược, thể khớp, thể mủ, thể đỏ da toàn thân…căn cứ vào vị trí và mức độ nặng nhẹ của bệnh.
- Chàm (bệnh) (eczema): Còn gọi là viêm da cơ địa, viêm da dị ứng, biểu hiện đặc trưng là viêm: Sưng do xuất tiết dưới da, đau rát, đỏ, ngứa rất khó chịu, không sốt. Cần phân biệt viêm da có nhiễm khuẩn thường kèm theo sốt và phải điều trị bằng kháng sinh
- Á sừng (viêm da cơ địa mùa đông): Khác với chàm, Á sừng thường xuất hiện ở lòng bàn tay, bàn chân. Bên cạnh đặc điểm bong tróc, chúng còn còn làm da căng, nứt nẻ, rất đau rát, thậm chí chảy máu. Bệnh thường gặp vào mùa khô (mùa Thu, Đông ở Miền Bắc).
- Vẩy phấn trắng: Ít gặp, đặc trưng bởi các đám vảy da có màu trắng, cạo ra chúng thành dạng bột như phấn trắng
- Vẩy phấn hồng: đám vẩy màu hồng, thường hình bầu dục, ngứa thường gặp ở ngực, bụng lưng. Bên cạnh yếu tố tự miễn, vẩy phấn hồng còn có thể do một số chủng virus herpes nhưng chưa có bằng chứng chứng minh bệnh có thể lây lan.
- Vẩy cá: Đặc trưng bởi da khô, các mảng vảy hình góc cạnh, cứng, ngứa, thường xuất hiện ở thân mình

## Cơ Chế Gây Bệnh
Đây là một nhóm bệnh tự miễn (rối loạn đáp ứng miễn dịch) biểu hiện trên da và ít ảnh hưởng đến các cơ quan khác trong cơ thể do đó ít ảnh hưởng đến sức khỏe. Một số yếu tố góp phần kích hoạt bệnh: Do môi trường ô nhiễm, nhiễm khuẩn, virus, tiếp xúc nhiều với ánh sáng mặt trời, dùng thuốc hóa dược, stress, đặc biệt yếu tố di truyền thường được nhắc đến…

## Diễn Biến
Thường là mạn tính, đôi khi gặp yếu tố thuận lợi có giai đoạn cấp tính (các triệu chứng viêm xuất hiện rầm rồ hơn: ngứa hơn, đau, khó chịu, có thể kèm theo sốt, nhiễm khuẩn). Ban đầu mới xuất hiện có thể chỉ là vài nốt, chấm nhỏ, sau đó nhanh chóng lan ra các vùng khác. Bệnh có thể tự thoái lui nhưng rất dễ tái phát trở lại khi gặp các yếu tố thuận lợi như mô tả ở trên. Do đó người bệnh cần bênh cạnh việc sử dụng thuốc theo chỉ định, thì chế độ sinh hoạt, ăn uống đóng vai trò rất quan trọng trong việc kiểm soát các bệnh vẩy da.

## Phân loại
Có nhiều cơ sở để phân loại, nhìn chung có thể dựa vào vị trí mắc bệnh người ta gọi: bệnh vẩy da dầu, vẩy da tay, ngực…. hoặc theo phân loại của y văn: Vẩy nến, vẩy cá… cũng có thể theo tính chất viêm của bệnh: bệnh vẩy da cấp tính, mạn tính.

## Điều Trị
Tùy thuộc vào mức độ nặng nhẹ của bệnh mà bác sĩ sẽ chỉ định các thuốc, đường điều trị phù hợp. Thông thường theo thứ tự ưu tiên như sau:

#### Thuốc bôi ngoài da
Đây là dạng được ưu tiên cho tất cả các thể do tác dụng nhanh và ít tác dụng phụ toàn thân do đó bệnh nhân thường được sử dụng. Tuy nhiên cần phải theo chỉ định sát của bác sĩ, các thuốc hay được sử dụng hiện nay là:
-	Nhóm kem kháng histamine: Một số biệt dược như cetirizine, fexofenadine, diphenhydramine, Loratadine (Claritin)
-	Nhóm kem bôi có corticoid: Elotmet, Diprosone
-	Nhóm dưỡng da, giữ ẩm: Chitosan (Explaq)

#### Điều trị nội khoa
Các thuốc ức chế miễn dịch methotrexate, cyclosporine, Acitretin, corticoid… tuy nhiên cần rất thận trọng theo chỉ định sát sao, kinh nghiệm điều trị của bác sĩ chuyên khoa.
Quang trị liệu: Chiếu tia cực tím vào vùng da có tổn thương, thường dùng cho những ca nặng không đáp ứng với các liệu pháp điều trị nội khoa.

#### Vật lý trị liệu
Tắm bùn, tắm nước nóng, suối khoáng cũng được cân nhắc. Tuy nhiên bệnh nhân cần được trải nghiệm từ từ, tránh dị ứng toàn thân.
Nhìn chung, các bệnh vẩy da hiện tại chưa có thuốc đặc hiệu. Mục tiêu điều trị giai đoạn đầu là nhanh chóng làm sạch tổn thương da, giai đoạn sau duy trình độ ẩm, tăng tái tạo da, đặc biệt hạn chế bệnh tái phát. Với đặc tính dễ tái phát, phải điều trị lâu dài, thì nhóm thuốc bôi ngoài dưỡng da, giữ ẩm đóng vai trò quan trọng trong khâu phòng tái phát, giúp bệnh nhân sống hòa bình với các bệnh vẩy da.